# Arachnospila trivialis
Arachnospila trivialis (лат.) — вид дорожных ос рода Arachnospila (Pompilidae).

## Описание
Среднего размера красно-чёрная дорожная оса. Среднего размера красно-чёрная дорожная оса. Длина 6—10 мм. Самцы имеют довольно характерную генитальную пластинку, но самки очень похожи на другие родственные виды, отнесённые к подроду Ammosphex, такие как A. anceps, и для их идентификации требуется значительная осторожность.

## Распространение
Этот вид встречается в северной и центральной Европе, включая южную и западную части Великобритании, и также в Азии до Тихого океана, в том числе, Сибирь, Чукотка, Магаданская область и Камчатский край.

## Биология
A. trivialis — одиночная оса, летает с мая по август. Единственной подтверждённой добычей являются пауки рода Xysticus, но, возможно, он охотится и на пауков-волков из семейства Lycosidae. О гнездовой биологии A. trivialis известно мало, но, как и другие виды Arachnospila, он, вероятно, роет гнездо в рыхлом песке, предварительно парализовав паука и спрятав его в близлежащей растительности. Взрослые особи посещали цветы дикого пастернака. A. trivialis охотится на пауков обоих полов, в то время как большинство пауков предпочитают добывать самок.
На гнёздах паразитирует оса-кукушка Evagetes crassicornis.